# 左派

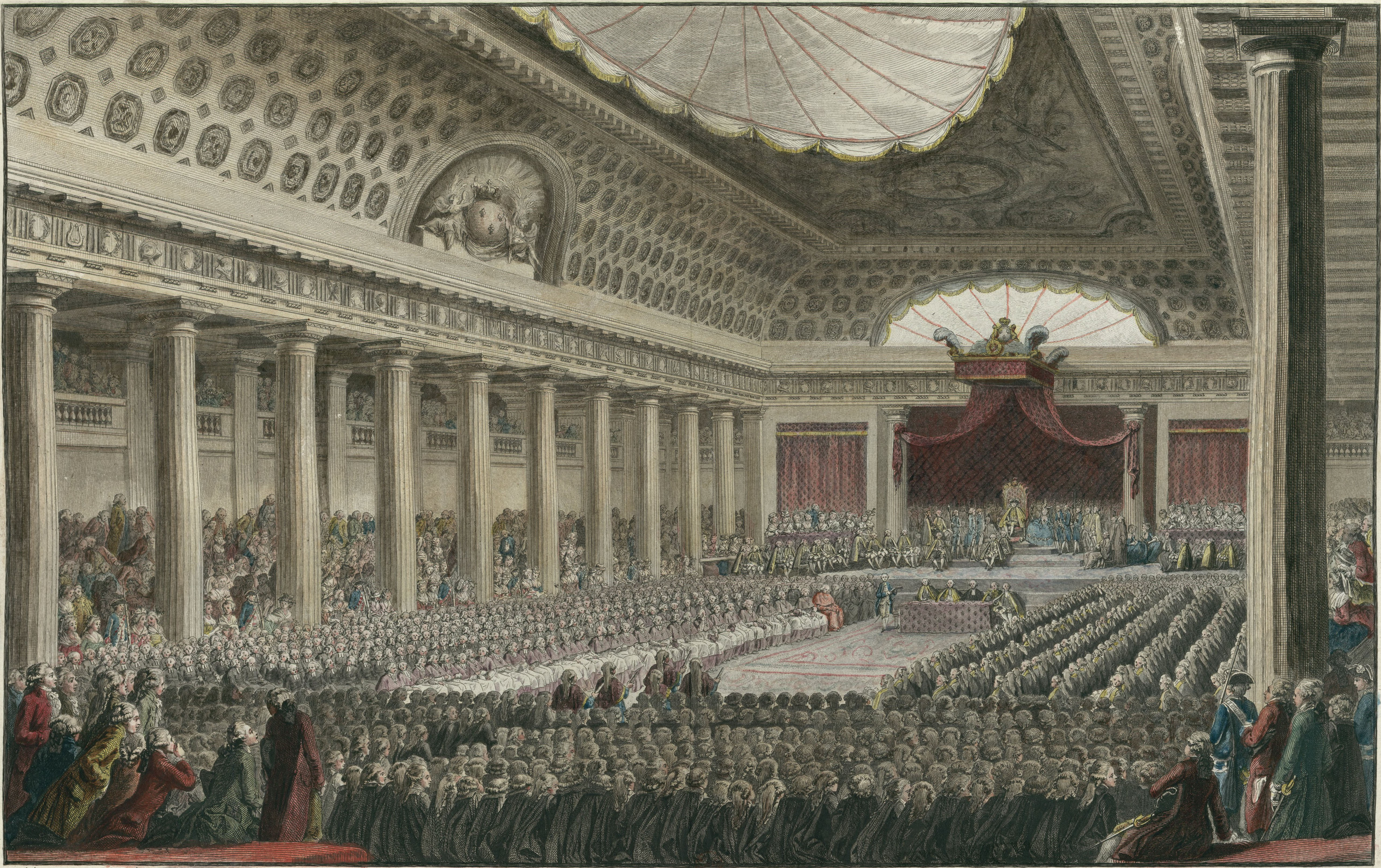
凡尔赛宫召开的1789年法国三级会议

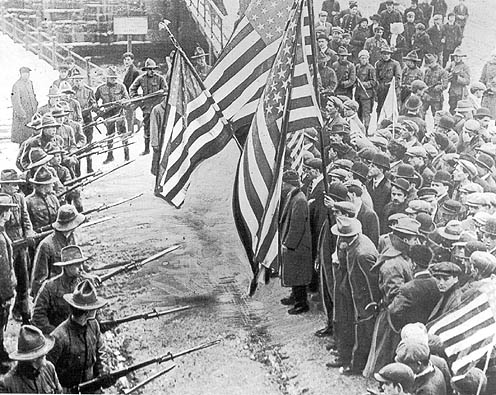
1912年劳伦斯纺织厂罢工中的工会示威者

左派，又稱左翼，主要是指支持平等原則和平等主義的政治意識形態。左派的支持者多认为社会存在不合理的不公平，且这类现象需要被减少或消除。左派通常与捍衛階級和傳統的右派相對。左派亦指進步主義，甚至是革命，與反动和保守勢力持相反政治取向。
「左派」一詞源自法國大革命時期，在当时的法國國民議會中坐在左側，反對當時法國的君主制，支持共和制、反教權和支持世俗主義的派別便稱為左派，而議會右側是保王黨議員，代表保王派、天主教会、贵族及后期包含资產階級的政治力量。在早期資本主義國家，會稱反資本主義的激進社會主義政黨是左派。在二十世紀初的俄國共產主义革命時代，反對及要推翻俄國沙皇皇室的共產主義革命政黨，又被稱為「左派」。美国在1930年代小羅斯福新政後，支持政府干預市場經濟的被稱為「自由派」，而支持自由市場經濟的被稱為「保守派」，之后在美國「自由派」和「左派」變成同義詞，相對的是「保守派」和「右派」。

## 起源
「左派」這個政治名詞，最初來自於法國大革命時期。當時代表法國廣大第三階級的激進山岳派和雅各賓黨成員，通常都坐在主席的左側，這是自1789年三級會議開始的習慣。溫和的斐揚派通常坐在右側。這之後成為法國國民議會的傳統，議員根據其政治傾向而分坐左右兩側。在19世紀，法國左右派分別為共和制和君主制的支持者。而一些歐洲國家，在馬克思主義被視為左派之前，左派是指古典自由主義者這些激進的改革派。
十九世紀中葉開始，「左派」被用來指社會主義與共產主義等改革派。1848年，馬克思和恩格斯發表《共產黨宣言》，斷言無產階級革命將會推翻資產階級社會，並廢除私有財產制創造一個無階級和無國家共產主義社會。國際工人聯合會（1864-1876），有時也稱作第一國際，結合各國左派團體和工會組織。在第一次世界大戰期間，第二國際因內部對戰爭的立場相左而分裂。像是俄國布爾什維克的列寧、德國的羅莎·盧森堡等人，認為他們本身與其他勞工團體相比更為左傾（齊美爾瓦爾德左派）。在這場衝突之後，左派運動分裂為妥协的温和派（以德国社民党右翼和泛進步主義团体为代表）和革命的激进派（如卢森堡主义与列宁主义），前者被視為中間偏左，提倡通过和平议会斗争来达到社会改良的目的，後者被視為極左派，尽管理念有所不同，但基本同意以暴力革命的方式推翻现行秩序。之后二者逐步演化为社会民主主义与共产主义，民主社会主义介于两种意识形态之间，但随着时间的推移逐步倾向前者。1960年代，在中蘇交惡和1968年法國五月風暴、美國反越戰民权运动等的大規模社會抗議活動等政治動盪下，「新左派」思想家更加批判列宁主义或斯大林主义的論述（被稱為「舊左派」）。

## 詞意
左派一般並沒有準確的定義，因為這詞的使用往往是根基於輿論上。對於這兩詞的區分也有許多不同的看法。
- 進步：主張積極改革，將舊的意識形態和制度革除，從而建立新的意識形態和制度。激進者會被稱為左派；「右派」主張保守，主張穩妥、秩序、漸進、緩慢的改革方式,部分甚至是退步的改革，例如汶萊的反同法律，強調維護舊有傳統，保守黨會被稱為右派。但這一區分在討論左派右派的光譜時很少獲得重視。
- 公平：強調程序的公平，自由市場便是例子之一。自由意志主義學者羅伯特·諾齊克便是強調區分「歷史過程」和「最後結果」兩者的20世紀知名理論家之一[6]。但另一方面，現代自由主義的支持者如约翰·罗尔斯則主張左派的政策也是使用以過程為根基的推論[7]，而一些新保守主義者傾向使用軍事手段建立民主政权才是屬於最後結果。
- 維護社會弱勢族群權益：比如在20世紀的美國民權運動中，左派較反對種族主義；在台灣的左翼政黨也較支持原住民權益、女權。
- 反對自由市場造成的不均等：通常，政治上的爭論都是聚焦於政府究竟應該（干涉主義）或不應該（自由放任）介入經濟以救濟貧窮的問題上。諾蘭曲線將這個差異作為左派和右派兩大差異的軸線之一。不過，政府的干涉並不一定就代表重新分配財富或平等主義的政策：一些形式的干涉是為了滿足某些財團公司的利益，例如社團主義的政策。所以左派往往支持对于少数民族、中下层民众等弱势群体进行援助、保护，而右派偏好顺其自然、自由竞争，即使其结果是造成主导种族、阶层对政治和经济的掌控。
- 平等：提出這種區隔的是哲學家諾貝托·波比歐和丹妮爾·艾倫。波比歐主張唯一準確的左右派差異是有關人們對平等理念的態度，因為左派會保護或促進平等，而右派則會維持或增加不平等。左派和右派也同樣都宣稱同時追求平等和自由兩者，然而他們對這兩詞卻又有不同的解釋方式。在西方國家也可被稱為自由派和保守派的區別。
- 伦理自由：左派通常支持性解放、性別平等、开放式关系、同性婚姻、堕胎等，对宗教、礼教等传统文化中的伦理保守通常持批判态度。
- 世俗主義：這種差異在美國、拉丁美洲和歐洲的天主教國家特別明顯（這些地方存在反教權主義，強調世俗主義及政教分離，代表左派的區域），有時候也包含中東国家，如土耳其。
- 法律支配文化：這個公式是由美國的參議員丹尼尔·帕特里克·莫伊尼汉提出才為人所知的，但最早則是由埃德蒙·伯克所構想的。
- 支持跨國家團體為左：一些左派團體可能支持跨國家團體組織如联合国，世衛等，通過国际合作參与達到经济及社会平等。右派视他們自己國家的主權並反對其變動。在歐洲，支持歐盟及欧洲联邦主义者通常來自左派，而支持國家主權至上及民族主义者則來自右派。
- 国际主义和世界主义：一般而言左翼大多认为反殖民时期的民族主义具有某种积极性，但现代民族主义阻碍了社会进步，因而主张某种世界性的联合，如无产阶级国际主义主张全世界无产阶级的联合，最终达成无国界的社会主义。但值得注意的是，經濟民族主義或贸易保护主义在左右兩派都可以發現，左派的保護主義是以確保國內的工作機會，同時避免外國勞工遭受非人待遇，要求完善勞工待遇後再放寬外國勞動者，而非以排外為目標。而右派的保護主義則是為了保護本國的公司和經濟，反對多元，反對输入外勞及反增加移民。
- 認為人性和社會為可塑性：這是先天与后天之間的爭論例子之一，左翼一般持社会建构主义立场，而右翼一般持本质主义立场。最先以此定義左右派的是美國經濟學家托馬斯·索維爾[8]。
- 社會主義：這是自近代以來最廣為所知的分法，多數媒體中提到左右派時也多半是指此種分法。這裡的“社會主義”泛指高税收、高福利、高政府干預調控的政治体制，即社會民主主義，包括但不限于共產主義主張的無產階級專政。

爭議定義：
- 大政府：政府的大小在這裡可以視為是政策和立場的差異，干涉自由市場便是例子之一，但事实上左派的干预主义侧重于經濟層面，且大政府并非等同于威权主义。此外，部分左派在政治方面亦並無大政府現象，如无政府共产主义等。
- 集體主義：1960年代的左派的反文化浪潮便是以強調個人自由為特色，认为即使是集体主义也应确保个体的自由而全面的发展；而在宗教/現世的衝突上，左派的世俗主義者往往更傾向於強調個人自由和宗教自由超越集體的信仰價值，其中像自由意志社会主義、社會自由主義、無政府主義等左派思想都與集體主義相對，而典型的右翼，如法西斯主義、國家資本主義、納粹主義、國家主義会选择更強調民族、國家、社會的集體。

左派與右派都是相對而言，在不同背景下兩者主張的具體內容不會相同，不能以靜態的「主義」或「階級」劃分。兩詞是相當廣泛的形容用詞，用以作為一種廣泛的辯證法解釋方式，可以用作形容或區分一種政治立場、一種政治意識形態、或是一個政治黨派。除非是將其套用至多維的政治光譜上，否則這兩詞通常是用以描述兩種完全相對的立場。「左派」、「右派」、「中間派」在世界各國家或地區的政治情勢中的定義不相同。

## 歷史流派及定義
在傳统印象中，「左派」通常是指社會自由主義或社會主義。左派理念的實践在各國均不同。
在西方歷史印象中，「左派」是指社會主義、共產主義和社會自由主義。馬克思主義思想家萊斯澤克·柯拉柯夫斯基定義左派思想為一個烏托邦式與意識形態的抽象名詞。 「中間偏左」是指在某個國家中，接近當地政治主流的政治立場。在歐洲國家中，則是指包含左派與中間派或右派組成的政治聯盟，中左翼政黨跟中右翼政黨可以組建聯合政府。一般印象中，左派經濟取向是支持加強干預市場運作和平均分配財富；右派則支持自由經濟，讓市場自行調節。左派多指積極社會改革及重視人權；右派多指保守及維護資產階級的建制、法治穩定。民族主義立場上，左派指傾向國際主義、民族自決、獨立運動、世界大同，但亦有以國族基礎的民族主義等，右派則主張以國家主義、民族為中心。

### 經濟觀
不是所有左派對於經濟都有一致意見，雖然大部分都支持對經濟採取某些形式的政府或社會干預。
左派的經濟信仰從凱恩斯主義和福利國家，到產業民主與社會市場經濟制度，再到公有化與計劃經濟，可谓相当广泛。在工業革命期間，左派人士強力支持工會，並使工會成為左派政黨的重要支持者。20世纪初，许多左派人士主张政府应对经济进行强有力的干预。左翼继续批评全球化的剥削本质，例如「血汗工廠」、「向下競爭」和非自願解雇。而在20世纪的最后25年里，政府应直接参与经济的日常运作的这一观念在中左翼（特别是采取第三条道路的社会民主党人）中的接受度下降了。
其他一些往往相信馬克思主義政治經濟學。其擁護者有時會將馬克思的經濟學主張與政治哲學分開，認為馬克思研究經濟的方法有其價值，與他所提倡的革命社會主義與無產階級革命無關。 马克思主义政治经济学并不完全依赖于马克思，而是从一系列马克思主义和非马克思主义的来源中汲取经验。無產階級專政或工人國家是是一些马克思主义者，特别是列宁主义者用來描述在資本主義與共產主義社會間的臨時性國家。馬克思將無產階級定義為領薪勞工，相反的，流氓無產階級則是最貧窮，被社會遺棄的人，如乞丐、騙子、表演者、街頭藝人、罪犯和娼妓。
然而農民階級卻造成左派的意見分歧。在《資本論》中，馬克思幾乎沒有提到這項議題。 相較之下，巴枯宁认为流氓无产阶级是一个革命阶级，而毛澤東認為中國的無產階級革命應由贫农和工人一同執行，而不完全由都市內的工人主導，這继承了列宁的工农联盟思想，而與西方國家相反，西方的共產黨及工會組織是由都市內的工人主導，農民階層多是保守的，是政府及資本家的支持對象。
左派自由意志主義者、自由意志社會主義者與左派無政府主義者主張由工會、工人委員會、基層政權和公社所運作的分權經濟，反对国家和私人对经济的控制，倾向于社会所有权和地方控制，在这种情况下，一个由分散的地区组成的国家被联合起来，形成一个联邦。全球正义运动，也被称为反全球化运动和改变全球化运动，抗议企业经济全球化，因为它对穷人、工人、小商业和自然环境造成了负面影响。
不过，尽管对经济组织形看法不一，但左派普遍相信各种技术和哲学领域的学科创新有助于他们的事业。

### 國家認同
國族與民族主義已成為左派爭論的重要議題。早在法国大革命期间，民族主义就是共和左翼的一项关键政策。共和左派主张公民民族主义，并认为国家是由主观的“共同生活的意愿”形成的“日常公民投票”。
有關無產階級國際主義的馬克思社會階級理論主張，工人階級成員應聯合其他國家的工人階級，以獲取相同的階級利益，而不是只專注在本身國家。無產階級國際主義可用《共產黨宣言》的最後一行做總結：「全世界無產者，聯合起來！」。聯盟成員體認到，成員越多意味著談判能力越大。而在國際層次上，左派認為工人階級需更進一步的合作以獲得更大的權力。無產階級國際主義認為其本身能嚇阻戰爭，因為有著相同利益的人民不太會彼此對抗，而是專注在對抗統治階級。根據馬克思理論，無產階級國際主義與資產階級民族主義是相反的思想。左派運動因此常採取反帝國主義立場。一些马克思主义者和其他左翼人士将民族主义、国族主义、种族主义（包括反犹太主义）和宗教视为统治阶级用来阻止工人阶级团结起来反对他们的分而治之的策略。 
另一方面，左翼民族主義定主要是反對國家間自由貿易協定促成的經濟整合，所產生的加劇社會不平等。這觀點有時可視為對超國家組織如歐盟的敵視。左派民族主義也可指任何強調工人階級對抗其他國家的剝削與壓迫的民族主義。許多第三世界反殖民運動吸收了左派及社會主義思想，比如毛泽东时代的中国正式支持一国社会主义。
不过，一部分国际主义左派对左翼民族主义持反对意见，他们认为，由于资本主义已证明自身无力解决不同民族主义之间的竞争性诉求，压迫工人阶级的是（所有国家的）资本主义体系，而不是不同国家的其他工人，此外，现代资本主义和国际金融的全球性使得“民族解放”成为不可能。因此，对国际主义者而言，所有民族解放运动，无论其如何冠以“进步主义”的名号，都是实现世界革命这一共产主义目标的障碍。

### 反全球化
左翼一般基于经济全球化造成的世界分工与剥削以反对全球化，而左翼的反对全球化并不代表其支持某种保护主义或本土主义，相反，左翼侧重于从政治角度强调诸如无产阶级国际主义等愿景。
全球正義運動，也稱反全球化或另類全球化運動，他們抗議全球貿易協定，認為會對貧窮及環境造成負面影響。這運動一般被認為有左派色彩，但有些活動與傳統左派並無關聯。例如右派民粹主義人士派特·布坎南，他反對以國際主義及自由貿易為基礎的全球化。全球正義運動並未反對任何形式的全球联合本身，相反地，它支持某些形式的经济國際主義。全球正義運動的主要訴求是改革國際機構如世界銀行和國際貨幣基金組織，並且建立一個國際社會正義的運動。他們拒絕任何政黨的領導，確立自己是一個「社會運動性質的運動」。

### 組織機構
馬克思主義之下的列寧主義，認為無產階級革命必須由無產階級先鋒隊領導。職業革命家致力於共產事業，並組成共產革命運動的核心。無產階級專政或工人國家是馬克思主義者用來描述在資本主義和共產主義社會間的一種臨時國家型態。但自20世纪60年代以来，先锋队理论受到愈来愈多新左翼的质疑，主要是由于这一时期苏联的社会帝国主义行为证明了先锋队可能无法保证其先进性而腐化。此后，部分左翼重拾工团主义、委员会共产主义甚至无政府主义中设想的组织制度，部分左翼提倡去中心化架构和运动，包括野猫罢工或黑群等。
左派國際組織包含許多過去與現存組織，如第一國際、第二國際、第三国际、第四國際、社會黨國際、共产党和工人党国际会议、国际共产主义研讨会、世界社會主義運動、革命國際主義運動和马列主义政党和组织国际会议 (团结和斗争)等。

### 女性主義
許多女性主義者被認為是激進左派。女權主義先驅如瑪莉·吳爾史東克拉芙特受到激進派思想家湯瑪斯·潘恩等人的影響。許多知名左派人士也是女權主義者，如：馬克思主義者克拉拉·蔡特金和亞歷山德拉·科倫泰、基督教社會主義者海倫·凱勒、無政府主義者愛瑪·戈爾德曼和社會主義者安妮·貝贊特。
1960年代民權運動以來，婦女解放運動與新左派和其他新社會運動關係密切，挑戰舊左派的正統。部份激進女權團體、自由派女性主義者與社會自由主義者緊密連結，屬於美國主流政治中的左派（如全國婦女組織及民主黨內的進步派），主張性別平等、安全套及避孕藥的避孕權，以及婦女擁有選擇墮胎的身體自我主權利。激進女性主義（如瑪麗·戴莉）不易放入左右光譜中，與深層生態學較有關聯。
虽然新左派和女性主义有密切的关系，但由于左翼的派别众多，不同派别对女性主义有不同的态度。如“男尊左翼”（brocialist）是一类在性别议题上存在大男子主义或持消极立场的左派，他们一般否认父权制是一个需要解决的问题，或认为通过建设社会主义或无政府主义消除等级制度将一劳永逸地解决性别议题，因此无需对现状做出特别的努力。这类观点受到其他左翼的广泛批评，认为男尊左翼持有的“性别问题本质上是次要的，有更大的斗争来定义我们今天的政治”此类想法是在缺乏有效路径从而为搁置矛盾而开出的空头支票。

### 环保问题
在生态主义或称环保主义的议题上最重要的左翼倡导者之一是托马斯·潘恩，他是左翼和右翼成为政治术语以来最早描述“人类对世界的集体所有权”的人之一，他在《土地正义》一书中谈到了这一点。因此，大多数关于环保主义的左翼思想和文献都源于这种所有权的责任，上述合作所有权的形式意味着人类必须照顾好地球。尽管对生态主义的内涵有不同的看法，但这一原则在后来的许多的左翼思想和文献中都有所体现。从卡尔·马克思到威廉·莫里斯等早期社会主义哲学家都可以说对环境问题有所关注。按照马克思的说法，“即使是整个社会、整个国家，或者所有同时存在的社会合在一起，他们也不是地球的主人。他们只是（地球财富）的持有人和受益者，且必须将（这一财富）以一种更好的状态传给后代。” 。俄国革命后，亚历山大·亚历山德罗维奇·波格丹诺夫等环境科学家在苏联统治的头十年努力将环保主义纳入布尔什维主义，并“将生产与自然规律和限制相结合”，直到斯大林攻击生态学家和生态科学，清洗环保主义者，并默许特罗菲姆·邓尼索维奇·李森科推行伪科学。同样，出于历史因素，毛泽东也拒绝环保主义，他认为根据历史唯物主义的规律，一切自然资源都必须为革命服务。

### 社會進步主義
社會進步主義是左派的特色之一，尤其是美國，過去的美國社會進步主義者多數支持廢除奴隸制度、支持女性投票權、公民權和多元文化政策，在20世紀初期一直是共和黨內的進步派的代表，直至1930年代後進步派再轉為以民主黨為主流。
現時西方社會進步主義的立場主張性別平等、反種族歧视、廢除死刑、LGBT權利、同性婚姻合法化、生育控制、胎兒幹細胞研究、女性擁有墮胎的選擇權和身體自主權。公共教育是社會進步主義者非常有興趣的主題，他們支持高水準的科學與數學教育，廣泛的性教育和高中學生能取得保險套。
成熟的社會進步主義者傾向世俗主義，相信宗教充滿許多過時的傳統父權看法，當中的教條亦有打壓個人的思想自由，但亦包括支持進步理念的宗教左派，如基督教左派。進步主義者不少也持反戰的立場。

### 第三世界主義
第三世界主義是左派政治中的一種思想，將已發展、典型自由主義國家，與發展中、或稱第三世界國家的分離視為首要的政治目的。第三世界主義支持第三世界國家，或對抗西方國家及其代理人的民族解放運動（特別是在第三世界）。其政治思想經常將當代的資本主義視為帶有帝國主義的特徵。因此，第三世界主義者認為，要抵制資本主義，主要必須對抗先進資本主義國家的掠奪。
第三世界主義運動的重要人物有弗朗茨·法農、艾哈邁德·本·貝拉、安德烈·岡德·法蘭克、薩米爾·阿敏和西蒙·馬利。新左派極力支持第三世界主義，特別是在五月風暴等第一世界的革命運動失敗以後。有關第三世界主義的新左派團體和運動有《每月評論》和新共產主義運動。
第三世界主義也與泛非洲主義、泛阿拉伯主義、毛澤東思想、非洲社會主義和拉丁美洲社會主義的趨勢緊密結合。過去巴勒斯坦解放組織、桑地諾民族解放陣線和南非非洲人國民大會等都是較為知名民族解放運動組織，受共產主義影響較大。
一些在發展中國家的左派組織，如墨西哥的薩帕塔民族解放運動、南非的棚户区居民运动以及印度的納薩爾派，認為西方左派對於其支配國家的群眾運動，常採取種族主義和家長式的態度。另外還特別批評非政府組織所扮演的角色，以及歐洲和北美地區的反政府運動，奪取了落後國家群眾運動的主導權。

### 後現代主義
左派後現代主義否定了如馬克思主義等的普遍解釋性理論，嘲笑那是大敘事。他們否定傳統的組織模式，如政黨和工會，而專注在批評或解構。左派後現代主義評論家認為這是一種對國家社會主義經濟失敗（包括歐洲、拉丁美洲和美國），以及對斯大林主义政权幻想破滅的反應。他們認為，文化研究藉由否定獨立真實的存在，擴大了文化的重要性。
左派內對後現代主義最有名的批評，是自認為是左派的物理學家艾倫·索卡尔在1996年的一个恶作剧。他注意到左派內盛行「一種胡鬧且草率的思維…否定了客觀真實（Objective reality）的存在，或……淡化他們實際的關連……」，用定義與使用錯誤的物理、後現代主義、文學批評和政治理論的名詞，去主張物理事實（特別是萬有引力）不是客觀存在的，而是由心理與政治所架構的， 他將索卡事件整理之後出書，名為《知識的騙局》。 《社會文本》在1996年刊登這個論文，而之後索卡隨即公開表示這是一場惡作劇。雖然有些人認為這是索卡攻擊左派主義，但他非常清楚，這是內部批評：

政治上，我非常生氣，因為這愚蠢的事幾乎（雖然並不是全部）源自於一些自稱左派的人。我們在這裡見證到了一個深遠的歷史「轉變」（volte-face）。 在最近兩個世紀，左派是認同科學且反對蒙昧主義（Obscurantism）…知識相對主義背叛出這個有價值的遺產，並破壞已經脆弱的進步社會評論的前景。理論上，「實體的社會建構」不會幫助我們找到有效的愛滋治療法，或是策劃出防止全球暖化的策略。但如果我們拒絕真實與虛假的想法，那我們也不能反對歷史、社會學、經濟和政治上的錯誤思想。…至少，我這個小實驗的結果證明了，某些美國左派學者在思維上變的懶散。

蓋瑞·傑森表示：「社會主義的失敗，無論在經驗上或理論上…讓社會主義者的信仰開始動搖，而後現代主義是他們的回應。」

## 各國及地區

### 澳大利亞
澳大利亞工黨是澳大利亞最大左派政黨，成立時主要有工會背景，現主要獲知識分子和城市中產階級的支持。1904年在全世界建立首個左派的民選政府，雖然只維持幾個月。此後工黨在1908－1909年、1910－1913年、1914－1915年、1929－1932年、1941－1949年、1972－1975年、1983－1996年、2007－2013年及2022年 - 2025年间執政。 
澳大利亞綠黨是第三大政黨, 该党成立于1992年。

### 加拿大
加拿大新民主黨是加拿大的最大左派政黨，但長期是第三大黨地位，惟在多個省份曾有長期的執政地位。
加拿大自由黨是中間偏左的政黨，較新民主黨為右，但較保守黨為左。

### 香港
在香港，历史上的“左派”往往是指参与六七暴動、反对英国殖民专制当局、亲（当时的）中共的传统左派力量。香港回歸后，香港的左翼泛民主派包括社民连、左翼21等；同时香港也有极左派，如从中国大陆转移而来的托派但有时被认为是“左胶”的社會主義行动等政治力量。

### 中华人民共和国
在中華人民共和國，由于中國共產黨在邓小平时代后受“不争论”影响并未在官方宣传定义中其现行意识形态为左派或右派，民间对中國共產黨的性质认知各有不同，导致对“左派”这一概念的理解和认知各有差异。
中國共產黨從建党到1978年改革开放开始以前被認為是左派政黨（見左派和右派），但與其他國家的共產黨以城市工人階級為基礎不同，中國共產黨靠農民起家，以農村為根據地，奉行「農村包围城市」的方針。在毛澤東領導中国共產黨期間，右派被其定義為反革命的組織（即黨內反對毛泽东的派系）。
改革開放後，中國實行中國特色社會主義，轉走市場經濟政策並推行中国民族主義，其國家政府主導的私有化政策被学者認為本质上已经变成了威权资本主义、国家资本主义或党国资本主义。时至今日，目前的中國共產黨被民间左翼学者和一些海外党派认为是实质性的威权主义、民族主义、资本主义、修正主义右派政党。此外，從中國國民黨分離的國民黨左派留在中華人民共和國所建立的中國國民黨革命委員會、中國農工民主黨一般也被認為是左派政黨，但不具備執政權，實質上類似於中共的衛星黨。
中国人民大学国际关系学院政治学系教授马德勇在2014年《二十一世纪》的一篇论文中表示“需要指出的是，中國的左、右派和其他國家的左、右派存在很大差異……在對社會現狀的批評上，中國的右派其實更像西方的左派；而在維護現有政治體制和既定社會秩序的態度上，中國的左派卻更像西方的右派。”
由于中华人民共和国对任何民间政治实践进行極爲严格的限制，因此并无成规模和成体系的民间左翼团体或组织，但存在读书会性质的学生左翼群体（如佳士事件发生前的北大马会）和传统毛派工运网络。

### 法国
法國的主流左派政黨是不屈法國、法国社會黨和法国共產黨。法國的左派早在法國大革命時已出現，当时为雅各宾俱乐部里的山岳派和哥德利埃俱乐部。1871年成立全世界第一個繼革命成立的左派政权巴黎公社，但隨即被保王黨、資產階級和軍方勢力推翻，之後成立法蘭西第三共和國，此後左派的共和黨派一直主導第三共和的政治，包括通過1905年的政教分離法，把宗教組織移出公共領域。
社會黨曾經是法國最大的中間偏左政黨，1969年結合多個共產黨以外的左派政黨成立。共產黨則在1970年代後因第五共和成立和兩輪投票制的選舉制式微，由社會黨長期主導左派政治至2017年。1981－1995年、1997－2002年及2012－2017年在法國執政。但社會黨在2017年沒落，2022年總統選舉第一輪只收穫1.7％的選票。
現法國最大的左翼政黨為不屈法國，由前社會黨成員讓-呂克·梅朗雄於2016年創立。 2017年總統選舉第一輪得票率為19.6%，排名第四。 2022年總統選舉第一輪得票率為21.9％，排名第三。兩次都以微小差距未進入第二輪。2022年5月則建立了生態和社會人民新聯盟以整合左翼力量，並與多數左翼政黨達成一致。 2022年立法選舉後一舉成為國民議會最大的左翼政黨。

### 德国
德國的主流左派政黨是德國社會民主黨，另外兩個左派政黨是主張綠色政治的德國綠黨和主張民主社會主義的德國左派黨。

### 韓國
在韓國，左派又被稱為自由派（稱謂參照美國的保守派和自由派，但韓美的意識形態及社會環境不太相同，左派在韓國普遍有強烈民族主義及同情北韓的情懷），通常持反美、反日、反帝国主义、支持和平统一思想的朝鮮民族主義，对北韓实行人道经济援助。部分左派人士有親北或同情北韓的傾向，经常受到右派指责，但部分的指責有失實及誣陷之嫌。
1997年大韓民國總統選舉，金大中代表「新政治國民會議」首次勝出總統選舉，成為首位左派總統，以及第一位在野黨候選人當選總統。2000年，金大中成為首位訪問北韓的韓國總統，南北韓並簽署南北共同宣言。2002年大韓民國總統選舉，盧武鉉代表新千年民主黨當選成為第二位左派總統。在金大中和盧武鉉的十年自由派執政時期（1998－2008），对北韩实施经济援助及对话（陽光政策），一改保守派數十年對北韓的敵對政策。但保守派批评对北韩实施经济援助只会助长北韓发展核武，而北韓在2006年亦成功核试，但通過六方會談成功緩解衝突；對外自由派則主張與中國大陸及美國維持和平友好關系，但與美國保持距離。惟總體上，韓美關係在自由派執政期間仍維持平穩發展，韓美軍事同盟得以維持。
韩国政治有相當重地區主義的媒体把此概念混淆成地域感情而说，“左派多存在於全羅南道”。更准确地说，庆尚道絕大多數支持保守派政党（保守派一般得票超過七成），全羅道大多支持自由派政党（自由派一般得票超過八成），而其他地區則存在競爭狀態。這個地域分野的情況因朴槿惠彈劾案及中間派政黨崛起而改變。在2017年韓國總統選舉，文在寅代表左派的共同民主黨當選韓國總統，是為第三位左派總統。文在寅主張陽光政策和改善與北韓的關係，並推動北韓無核化，其主張在之後獲美國總統唐納德·特朗普的支持。2018年4月27日，金正恩到訪南韓一側的板門店，是為兩韓元首第三度會面，以及金正恩和文在寅首次會面。6月13日，共同民主黨在地方選舉中大勝，首度取得絕大部分市道的控制權，更首次取得釜山和慶尚北道。

### 英國
工黨是英國最大的左派民主社会主义政黨。當中的強硬左派則是指托尼·本恩、社會主義者運動團隊和勞工左派簡報以及一些托洛斯基主義團體，受到馬克思主義極大的影響，而工黨則主張漸進式的民主社會主義，與歐洲的其他社會主義左派政黨不同，工黨作為社會主義政黨，但成立初期較少受歐洲左派的社會主義意識形態影響。
1924年，工黨首次在英國執政，在獲當時自由黨的支持下，建立首個左派少數黨政府，但維持僅11個月，之後在1929－1931年組建第二個少數黨政府，其後因大蕭條而下台。戰時加入保守黨領導的聯合政府。
1945年，工黨在二戰後的首次選舉中取得大勝，擊敗保守黨，建立首個多數黨政府，在1945－1951年間執政。工黨在執政期間，把英國變成福利國家，並建立國民保健署，自此把健保、郵政等重點產業國有化。福利國家的模式之後被保守黨接受及吸納，福利國家成為英國的模範。工黨其後在1964－1976年、1974－1979年再度執政，期間把墮胎和同性戀除罪化。在1980年代，保守黨在戴卓爾夫人領導下向右轉，推行經濟自由化和新自由主義的經濟政策，把不少國家重要產業私有化，受到工黨的強烈反對，工黨繼續堅持社會主義的政治綱領，導致在四次大選中大敗給保守黨。
自1994年托尼·布莱尔執掌工黨以來，工黨曾轉走溫和的中間路線，並以第三條道路作為指導方向，不再以加稅和社會主義綱領作為主要政綱，以吸納中产及商界支持，成功在1997年擊敗保守黨，相隔18年再度取得執政權。布莱尔推行第三條道路的經濟政策，在不少政策上與之前的保守黨政府無異，除了把最低工資立法。不過，工黨作為主流的左派政黨，布莱尔同意把部分國家產業市場化和減稅，以及其一面倒親美的外交政策，更在反恐戰爭中全面追隨美國總統喬治·W·布什攻打阿富汗和伊拉克，受到國內包括工黨黨內左派的批評，使他的政策和功過至今備受爭議。不少左派更把布莱尔視為左派的叛徒。
2015年9月，杰里米·科爾賓執掌工党后，工党重新走传統左派的社会主义路線。工黨在歐盟問題上取態並非一致，現時親歐派主導工黨，但疑歐派在黨內有一定勢力，惟不像保守黨般受疑歐派主導，疑歐派和親歐派在保守黨處於均衡地位，但疑歐派佔上風。
2020年4月，科爾賓下台後，在凱爾·斯塔默執掌下工黨重回第三條道路的中間路線。

### 美國
在美國國內，自由派通常代表美國的左派，以保守派則代表美國的右派。民主黨是美國最大的自由派政黨，与保守派的共和党相对。
自1930年代羅斯福新政以來，民主黨主張政府干預市場經濟及國際主義，並把自由主義重新定義，形成今日的自由派。1960年代非裔美國人民權運動時期，民主黨推行偉大社會及向貧窮宣戰，通過1964年民權法案及平權法案后，積極推動種族及性別平權，政策進一步向左傾。1973年，羅訴韋德案的州決使美國全國墮胎合法化，民主黨支持維持最高法院的判決，捍衛女性的墮胎權和身體自主權。1976年美国总统选举中，共和党候选人杰拉尔德·福特特赦尼克松之举使原本知名度较低的反建制政治人物吉米·卡特在民主党初选中获胜，并在大选中击败福特。吉米·卡特上台后，推行新自由主义政策，疏远了白人藍领工人階級、農民和郊區选民；相比亲LGBT的前总统福特采取了漠视LGBT权益的立场，疏远了LGBT选民。在1980年美国总统选举民主党初选中，泰德·肯尼迪代表这些被疏远的选民与吉米·卡特竞争，但因准备不充分而落败。而共和党内也出现了类似的派系主义问题——洛克菲勒共和党人约翰·B·安德森在共和党初选落败于罗纳德·里根后，宣布以独立人士身份参选。最终大选以卡特、里根和安德森三方为主要候选人举行。在这次大选中，卡特疏远的群体除了LGBT因里根的反LGBT立场而未发生转向之外，均转向了共和党，是为里根民主党人。而安德森受到的支持主要来自于原本主要支持共和党的学界和专业界人士，这一部分人在日后又转向了民主党。这一系列选民结构调整为之后共和党多获白人藍领工人階級、農民和郊區支持，而民主党则主要獲较多非裔、拉美裔、女性、白领、学界、专业界、大城市中產和富裕階級支持的选民结构倾向奠定了基础。
1990年代比爾·柯林頓主政后，民主黨以第三條道路作為指導方向，調整經濟政策，成功吸納中产及大企業的支持，不少大企業也由原本支持共和黨轉為支持民主黨，成為民主黨的主要金主。與此同時，民主黨的左翼進步主義勢力正不斷擴展，挑戰黨內的主流自由派建制勢力。2007年的一個統計顯示，美國學術界中只有9.2％自稱保守派（右派），44％自稱為自由派（左派），46％自稱為溫和派（中間派）。在政治學、歷史學、社會科學、经济学的領域裡，民主黨與共和黨的支持比率更達至19:1。此數字之所以沒有更往左的政治光譜移動，是因為絕大多數的商學與宗教哲学教授都傾向保守，才把此比率平衡掉。巴拉克·歐巴馬在2009年主政後，其推行的進步主義政策成功把民主黨的支持票源擴張，但同時失去白人農民和郊區的支持。2016年唐纳德·特朗普以贸易保护主义为中心的选举使许多在之前选举中支持奥巴马的白人藍领工人階級选民转而支持特朗普。
不过，虽然民主党在美国被保守派称为“左派政党”，但事实上根据政治光谱，其社会自由主义基调更倾向于一般意义上的中间派。美国在真正意义上的泛左翼政党及组织包括有民主党左翼加入的美国民主社会主义者、提倡绿色进步主义的美国绿党、持传统马列主义态度的美国共产党等。

## 标志
各国左派的社会主义政党、社會民主主義政党等絕大多數以紅色及粉紅色为主要颜色，如英國工黨、法國社會黨、不屈法國、德國社會民主黨、意大利民主黨、加拿大自由黨、澳洲工黨、日本共产党等。社會自由主義傾向的中左派政黨則使用其他顏色，如美國民主黨、韓國共同民主黨、日本立憲民主黨、日本社會民主黨等主要使用藍色。

### 引用
1. 1 2  Smith, T. Alexander; Tatalovich, Raymond. . Toronto, Canada: Broadview Press. 2003: 30.
2. ↑  Bobbio, Norberto; Cameron, Allan. . University of Chicago Press. 1997: 37.
3. ↑  Ball, Terence.  Reprint. Cambridge: Cambridge University Press. 2005: 614  [2016-11-15]. ISBN 9780521563543. （原始内容存档于2021-07-08）.
4. ↑  Thompson, Willie. . London: Pluto Press. 1997. ISBN 978-0745308913.
5. 1 2 3  Andrew Knapp and Vincent Wright. . Routledge. 2006.
6. ↑  Anarchy, State, and Utopia, New York, 1974, pp. 153-155
7. ↑  A Theory of Justice, Cambridge, 1971
8. ↑  Sowell, Thomas.  Revised. Basic Books. 2007 [First published 1987]. ISBN 978-0-465-00205-4.
9. ↑  Van Gosse, The Movements of the New Left, 1950 - 1975: A Brief History with Documents, Palgrave Macmillan, 2005, ISBN 978-1-4039-6804-3
10. ↑  Smith, T. Alexander; Tatalovich, Raymond. . Toronto, Canada: Broadview Press. 2003: 30.
11. ↑  Bobbio, Norberto; Cameron, Allan. . University of Chicago Press. 1997: 37.
12. ↑  Thompson, Willie. . Pluto Press. 1997.
13. ↑  Bill Jones. Dennis Kavanagh. British Politics Today. Manchester University Press. 2004. ISBN 978-0-7190-6509-5 p. 258
14. ↑   Brooks, Frank H. (1994). The Individualist Anarchists: An Anthology of Liberty (1881–1908). Transaction Publishers. p. xi. "Usually considered to be an extreme left-wing ideology, anarchism has always included a significant strain of radical individualism...
15. ↑  Berman, Sheri. "Understanding Social Democracy".  (PDF).   [2009-07-28]. （原始内容 (PDF)存档于2009-09-20）.. Retrieved on 2007-08-11.
16. ↑  The concept of the left, Marxism and Beyond.  L Kolakowski - On Historical Understanding and Individual Responsibility, 1971.
17. ↑  Andrew Glyn, Social Democracy in Neoliberal Times: The Left and Economic Policy since 1980, Oxford University Press, 2001, ISBN 978-0-19-924138-5.
18. ↑  Beinhocker, Eric D. . Boston, Mass.: Harvard Business School Press. 2006: 316. ISBN 978-1-57851-777-0.
19. ↑  . Encyclopædia Britannica. 2009-04-15  [2022-05-22]. （原始内容存档于27 January 2016） （英语）.
20. ↑  . The New School.   [2007-08-23]. （原始内容存档于2008-04-29）.
21. ↑  Munro, John. . University of Toronto.   [2007-08-23]. （原始内容存档于2007-10-20）.
22. ↑  .   [2008-11-26]. （原始内容存档于2008-10-07）.
23. ↑  .   [2008-11-26]. （原始内容存档于2012-10-26）.
24. ↑  Mertes, Tom. . New York: Verso Books. 2004.
25. ↑  Krishna-Hensel, Sai. . Ashgate Publishing. 2006: 202.
26. ↑  Juris, Jeffrey S. . Durham: Duke University Press. 2008: 2. ISBN 978-0-8223-4269-4.
27. ↑  Wright, Edmund (编). . New York: 牛津大学出版社. 2006: 370. ISBN 978-0-7394-7809-7.
28. ↑  Doyle, William.  2nd. Oxford: Oxford University Press. 2002. ISBN 978-0-19-925298-5. An exuberant, uncompromising nationalism lay behind France's revolutionary expansion in the 1790s...", "The message of the French Revolution was that the people are sovereign; and in the two centuries since it was first proclaimed, it has conquered the world.
29. ↑  Knapp, Andrew; Wright, Vincent.  5th. London [u.a.]: Routledge. 2006. ISBN 978-0-415-35732-6. the government and politics of france.
30. ↑  Szporluk, Roman.  2nd. Oxford University Press. 1991.
31. ↑  Solomos, John; Back, Les.  (PDF). American Behavioral Scientist. 1995, 38 (3): 407–420  [25 October 2017]. CiteSeerX 10.1.1.602.5843 . S2CID 39984567. doi:10.1177/0002764295038003004. （原始内容存档 (PDF)于10 August 2017）.
32. ↑  Lenin, Vladimir. . Speeches On Gramophone Records. 1919  [29 April 2009]. （原始内容存档于19 March 2020）.
33. ↑  . En.internationalism.org. 2006-01-27  [2015-11-28].
34. ↑  Vaquas, Rida. . prometheusjournal.org. Prometheus Journal. 20 December 2020.
35. ↑  .   [2009-02-10]. （原始内容存档于2009-02-11）.
36. ↑  .   [2009-02-10]. （[groups.http://www.feministsforlife.org/history/foremoth.htm 原始内容]存档于2013-08-06）.
37. ↑  .   [2009-02-10]. （原始内容存档于2009-02-11）.
38. ↑  .   [2021-11-02]. （原始内容存档于2021-11-05）.
39. ↑  .   [2021-11-02]. （原始内容存档于2021-11-03）.
40. ↑  .   [2021-11-02]. （原始内容存档于2021-11-05）.
41. ↑  Paine, Thomas. . Thomas Paine National Historical Association.   [13 July 2019]. （原始内容存档于2022-05-27）.
42. 1 2  Foster, J. B. . New York: Monthly Review Press. 2000.
43. ↑  Burkett, P. . New York: St. Martin's Press. 1999. ISBN 978-0312219406.
44. ↑  . Leonora.fortunecity.co.uk. 14 December 2007  [13 May 2010]. （原始内容存档于13 April 2010）.
45. ↑  Moore, J. W.  (PDF). Organization & Environment. 2003, 16 (4): 431–458. CiteSeerX 10.1.1.472.6464 . S2CID 145169737. doi:10.1177/1086026603259091. （原始内容 (PDF)存档于13 July 2011）.
46. ↑  . Socialist Worker#United Kingdom. 8 December 2007  [13 May 2010]. （原始内容存档于26 March 2010）.
47. ↑  Shapiro, Judith. . Cambridge University Press. 2001.
48. ↑  Postmodernism, commodity fetishism and hegemony 的存檔，存档日期2005-11-25., Néstor Kohan, 《International Socialism》, Issue 105.
49. ↑  Chomsky on Postmodernism （页面存档备份，存于）, 諾姆·喬姆斯基, 《Z-Magazine's》 Left On-Line Bulletin Board.
50. ↑  A Physicist Experiments With Cultural Studies （页面存档备份，存于）, Alan Sokal
51. ↑  Transgressing the Boundaries: Towards a Transformative Hermeneutics of Quantum Gravity 的存檔，存档日期2007-03-26.,  Alan Sokal, first published in; Social Text, issule 46/47, 1996
52. ↑  A Physicist Experiments With Cultural Studies （页面存档备份，存于）, Alan Sokal
53. ↑  Socialism's Last Bastion 的存檔，存档日期2008-12-01., Gary Jason, Liberty
54. ↑  McGregor, James. . Easton Studio Press, LLC. 2012-11-06  [2023-04-26]. ISBN 978-1-935212-81-2. （原始内容存档于2023-04-08） （英语）.
55. ↑  Gruin, Julian; Knaack, Peter. . New Political Economy. 2020-04-15, 25 (3): 370–387. ISSN 1356-3467. S2CID 159282907. doi:10.1080/13563467.2018.1562437.
56. ↑  Andrew Szamosszegi and Cole Kyle.  (PDF). U.S.-China Economic and Security Review Commission.   [2023-04-26]. （原始内容存档 (PDF)于2023-04-02）.
57. ↑  Pearson, Margaret; Rithmire, Meg; Tsai, Kellee S. . Current History. 2021-09-01, 120 (827): 207–213. ISSN 0011-3530. doi:10.1525/curh.2021.120.827.207  （英语）.
58. ↑  Pearson, Margaret M.; Rithmire, Meg; Tsai, Kellee S. . International Security. 2022-10-01, 47 (2): 135–176. ISSN 0162-2889. doi:10.1162/isec_a_00447  （英语）.
59. ↑  Friedman, Eli. . Lausan. 2020-09-24  [2021-03-20]. （原始内容存档于2021-05-06） （美国英语）.
60. ↑  Slavoj Žižek. . London Review of Books. 2015-07-16  [2021-11-11]. （原始内容存档于2022-02-12）.
61. ↑  .   [2020-04-23]. （原始内容存档于2020-05-04）.
62. ↑  馬得勇; 張曙霞.  (PDF). 二十一世纪. 2014, (2014年4月号): 88  [2023-03-02]. （原始内容 (PDF)存档于2022-10-25）.
63. ↑  Zhang Yueran.  [一家中国工厂中的列宁主义者——对佳士劳工组织策略的思考]. Made in China Journal. 2020-06-25. （原始内容存档于2022-01-10） （英语）.
64. ↑  Cosseron, Serge (ed.). Le dictionnaire de l'extrême gauche. 巴黎: Larousse, 2007. p. 20
65. ↑  .   [2008-11-26]. （原始内容存档于2021-03-01）.
66. ↑  .   [2016-02-12]. （原始内容存档于2013-11-08）.
67. ↑  .   [2017-08-08]. （原始内容存档于2018-11-11）.
68. ↑  . Gp.org.   [2011-01-01]. （原始内容存档于2011-10-05）.
69. ↑  “美国共产党章程” （页面存档备份，存于）摘录于2012-04-18

## 外部連結
- 馬克思主義線上檔案 （页面存档备份，存于）
- 世界社會主義者網站 （页面存档备份，存于）